# Ruzhou
Die Stadt Ruzhou (chinesisch 汝州市, Pinyin Rǔzhōu Shì) - bis 1988 der Kreis Linru (临汝县,  Línrǔ Xiàn) - ist eine kreisfreie Stadt in der chinesischen Provinz Henan, die zum Verwaltungsgebiet der bezirksfreien Stadt Pingdingshan gehört. Sie hat eine Fläche von 1.573 km² und zählt 968.400 Einwohner (Stand: Ende 2018).
Der Fengxue-Tempel und Dagoben-Wald, die Stätte des Zhanggongxiang-Keramikbrennofens, die Pagode des Faxing-Tempels und der Konfuzianische Tempel von Ruzhou stehen auf der Liste der Denkmäler der Volksrepublik China.

## Administrative Gliederung
Auf Gemeindeebene setzt sich die kreisfreie Stadt aus fünf Straßenvierteln, vier Großgemeinden und elf Gemeinden zusammen. 